# التحقيق الجنائي الخاص (لعبة فيديو)
التحقيق الجنائي الخاص (بالإنجليزية: Special Criminal Investigation)‏ ، هي لعبة فيديو إلكترونية من نوع مطاردة المركبات، أنتجت سنة 1989 ، طورها ونشرها شركة تايتو اليابانية.

## وصلات خارجية
- Chase H.Q. II: Special Criminal Investigation في موقع World of Spectrum
- ScrewAttack's Video Retrospective feature of the Chase H.Q. series